# Лицево-челюстна хирургия
Лицево-челюстната хирургия е дял от денталната медицина, който включва диагностика и лечение на различни патологични процеси в областта на главата и шията. Специалността е основно хирургична, поради което и се нарича лицево-челюстна хирургия. Много малко от патологичните процеси в обема на тази специалност се лекуват без операции – медикаментозно и чрез физиотерапия. Основните патологични процеси изискват извършването на оперативни интервенции – с различен обем и времетраене.